# Анатолій Анатоліч
Анатолій Анатоліч (справжнє ім'я Анатолій Анатолійович Яцечко; нар. 26 вересня 1984, Кривий Ріг, Дніпропетровська область, Українська РСР) — український шоумен, радіо та телеведучий. Ведучий red room вокального шоу «Голос країни» та ранкових шоу «Сніданок з 1+1», «Ранок з Україною» на телеканалі «Україна». Автор і виконавець проєкту «Правила граматики». Двічі ставав найкращим гравцем сезону інтелектуальної гри «Що? Де? Коли?». Ведучий YouTube-каналу «Зе Інтерв'юер».

## Життєпис
Анатолій народився 26 вересня 1984 року у місті Кривий Ріг у родині економістів. Після закінчення гімназії № 95 пішов по стопах батьків, і у 2001 році вступив до КЕІ («Наргосп») на обліково-економічний факультет. Основним і незмінним хобі молодого студента стала гра КВН. Завзятістю, творчістю і працьовитістю Анатоліч завоював місце капітана збірної команди Кривого Рогу, і під його керівництвом команда стала призером у всіляких іграх КВН України та країн СНД.
У 2005 році команда стала переможцем і володарем «Кубку Гумору». Хобі не завадило навчанню і на п'ятому курсі університету Анатолій став найкращим студентом Дніпропетровської області. Як ведучий він вів усі значущі події в житті рідного міста та інституту. У період навчання Анатолій став радіоведучим на місцевій радіостанції GalaRadio.
Переломним моментом Анатолій Анатоліч вважає 2006 рік, коли після закінчення інституту він переїхав до Києва. Анатоліча запрошують працювати на GalaRadio, але він стає ведучим ранкового шоу на «Хіт FM» «Happy Ранок», яке вів шість років.
У 2007 році був переможцем української версії американського шоу каналу NBC Universal Television Studio «Last Comic Standing» «Останній комік». Шоу протягом трьох місяців транслюється на телеканалі ICTV. Він займає перше місце з відривом від інших учасників.
З жовтня 2009 року на «Хіт ФМ» і телеканалі «М1» стартує його нове авторське вечірнє гумористичне радіо-шоу «Операція-провокація» із зірками шоу-бізнесу, аналогів якому немає в українському FM-просторі. У програмі беруть участь селебріті українського та російського шоу-бізнесу: Світлана Лобода, Стас П'єха, Найк Борзов, Потап і Настя, Олександр Рибак, Йолка, Тимур Родрігез, Сергій Звєрєв, Quest Pistols, Віталій Козловський та інші.
У 2011 році запустив сольний музичний проєкт «Правила граматики», в якому стає автором і виконавцем, тим самим здійснює ще одну власну мрію.
У тому ж 2011 році стартував перший сезон талант-шоу «Голос країни» на телеканалі «1+1», голосом якого, а пізніше і ведучим бекстейджу якого був Анатоліч. Він провів чотири сезони поспіль.
Навесні 2012 року на телеканалі М1 веде спеціальний випуск вечірнього шоу з нагоди презентації короткометражного кіно «Жінка-злочинниця» режисерки Світлани Лободи.
У новому осінньому сезоні 2012 року Анатолій Анатоліч стартує відразу в трьох проєктах як ведучий «Вайфайтери» (ТЕТ), «Богиня шопінгу» (ТЕТ), «Добрий вечір» (1+1). Також двічі стає найкращим гравцем сезону у популярній інтелектуальній грі «Що? Де? Коли?» та грає за збірну команду найкращих гравців клубу.
1 березня 2013 року Анатоліч дебютував як ведучий ранкового шоу «Сніданок з 1+1». Останній ефір за його участі вийшов 21 липня 2017 року.
Восени 2013 року він брав участь у шоу «Вишка», але вилетів вже у першому раунді.
7 травня 2017 року вийшов перший випуск авторського проєкту «Зе інтерв'юер», гостем якого став музикант Євген Галич. У проєкті Анатоліч бере інтерв'ю у знаменитостей українського шоу-бізнесу та культури.
24 серпня 2017 року був ведучим ранкового ток-шоу «Новий день» на телеканалі «Прямий».
З 2019 по 2022 рік — ведучий ранкового шоу «Ранок з Україною» на телеканалі «Україна».
У 2020 році разом із Тетяною Гриньовою був амбасадором Київського півмарафону. Також у цьому році був ведучим «Big Money Forum» Євгена Черняка в Одесі, а у 2021 році в Харкові.

## Сім'я
Одружений з прес-аташе Бойко Юлією Олександрівною.
Виховує двох доньок: Алісу (2011) і Лоліту (28.03.2013) та сина Ніла (20.07.2021). Хрещеною мамою Аліси є співачка Світлана Лобода, а хрещеним — автор Студії «Квартал-95» Вадим Переверзєв.